# Balduin Groller

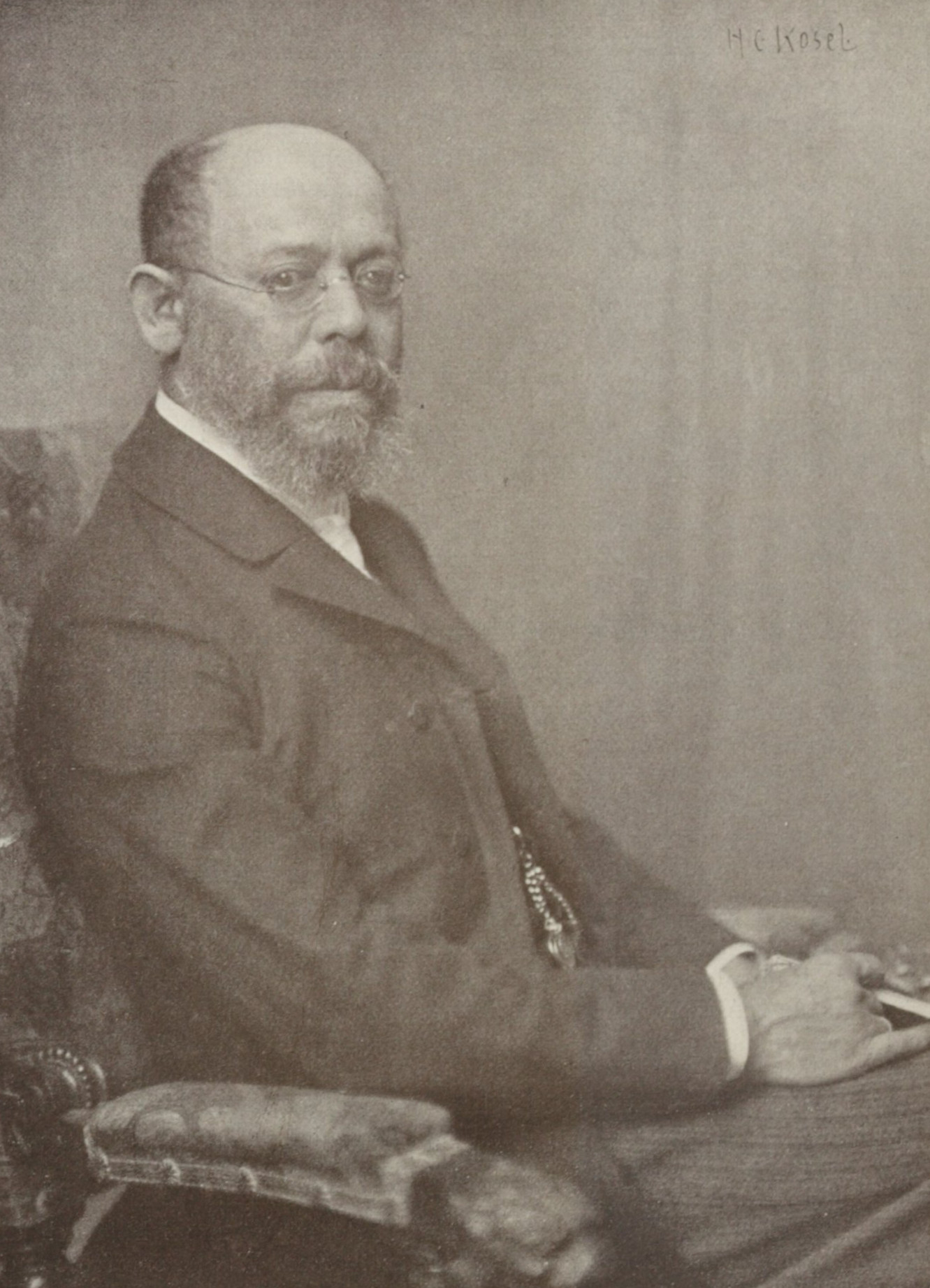
Balduin Groller, um 1909 fotografiert von Hermann Clemens Kosel

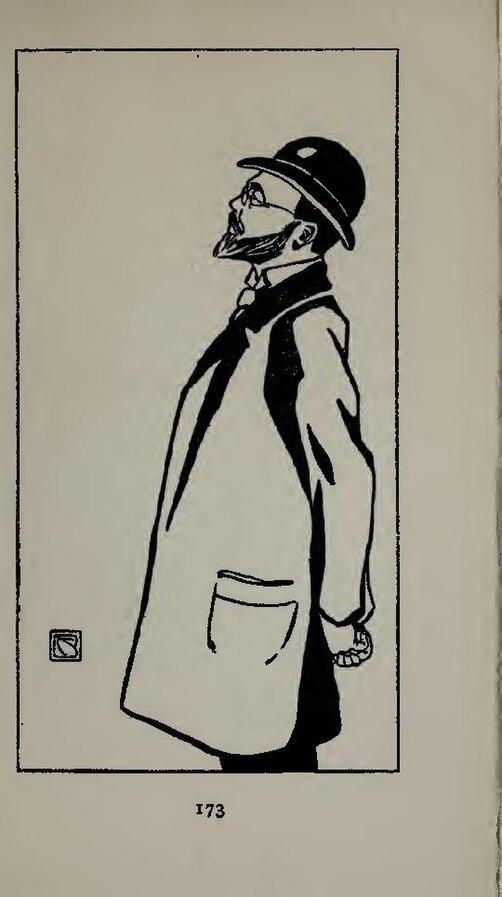
Bertha Czegka (1902)

Balduin Groller, Pseudonym für Adalbert Goldscheider, (* 5. September 1848 in Arad, Kaisertum Österreich; † 22. März 1916 in Wien) war ein österreichischer Journalist, Schriftsteller und Sportfunktionär. 

## Leben
Adalbert Goldscheider verbrachte seine Kindheit in Arad und Dresden und studierte an der Universität Wien u. a. Philosophie und Rechtswissenschaft. Bereits während seines Studiums konnte er mit kleineren Beiträgen im Feuilleton verschiedener Zeitungen debütieren. 1880 magyarisierte er seinen Namen in Gál Béla.
Mit 22 wurde Groller Freimaurer in der ungarischen Loge Széchenyi in Arad. Und mit 23 Jahren gründete er 1871 in Wien die Allgemeine Kunstzeitung, mit der er aber bereits nach kurzer Zeit in Konkurs ging. Später redigierte er die Deutsche Schriftstellerzeitung, die Neue Illustrierte Zeitung und das Neue Wiener Journal und war als Feuilletonist tätig.
Für die Zeitschriften Die Gartenlaube und Über Land und Meer war Groller mehrere Jahre als freier Mitarbeiter tätig. Den Journalisten- und Schriftstellerverband Concordia leitete Groller einige Jahre als Vizepräsident und als solcher avancierte er auch zum Mitglied der Kunstkommission des österreichischen Kultusministeriums.
Am 6. Februar 1906 wurde der Allgemeine Sportausschuß für Österreich gegründet und als Vorstand bestimmte man neben dem Präsidenten Viktor Silberer und dem Schriftführer Siegfried Hochermann Groller zum Vizepräsidenten. Dieser Verband gilt heute als Vorläufer des Österreichischen Olympischen Comités.
Am 16. März 1908 gründete man in Wien den Zentral-Verband für gemeinsame Sportinteressen und wählte Groller zu ihrem ersten Präsidenten. Unterstützt wurde dieser dabei von den Vizepräsidenten Alexander Hornaczek und Gustav Magg.
Er war unter anderem mit der Schriftstellerin Bertha von Suttner befreundet, wovon diese in ihren Memoiren berichtet. Er wurde am Hütteldorfer Friedhof bestattet.

## Rezeption
Als Schriftsteller oder Feuilletonist ist Balduin Groller heute nahezu vergessen. Einzig und allein sein Dagobert Trostler ist bemerkenswert, da ihm damit eine österreichische Version von Sherlock Holmes gelungen ist.

## Werke (Auswahl)
- Junges Blut. Novelle, Leipzig 1882
- Weltliche Dinge. Novellen. 1883
- Gräfin Aranka. Roman. 1887
- Die Tochter des Regiments. Novellen. Budapest 1888
- Aus meinem Briefkasten der Redaktion : Unfreiwillige Humore. Selbst erlebt u. selbst erlitten. Reclam, Leipzig 1900 (Reclams Universal-Bibliothek. 4053)
- Detektiv Dagoberts Taten und Abenteuer. Ein Novellenzyklus. 1910–1912 (6 Hefte)